# 반시뱀
반시뱀(라틴어: Protobothrops flavoviridis, 일본어: 波布 하부[*])은 류큐 열도에서 발견되는 살무사아과의 독사이다. 현재까지 아종은 발견되지 않았다.
평균 122 ~ 152cm까지 자라고, 최대 229cm까지 자란 개체도 발견된 바 있다. 이 개체는 아시아북살모사속의 표본들 중 가장 거대한 개체였다. 체격은 호리호리하고 큰 머리와 기품있게 균형이 잡혀 있다. 꼬리는 말리지 않는다.
비늘은 몸 중앙의 등면 비늘이 35(31, 33, 37, 39줄의 비늘이 있는 경우도 있음)줄 나 있고, 배면 비늘이 217 ~ 239개, 꼬리 비늘이 72~95개, 윗입술 비늘이 7~10개 나 있다. 머리꼭대기는 작은 비늘로 덮여 있다. 비늘은 밝은 황록색 위에 가늘고 길쭉한 암녹색 또는 갈색의 얼룩무늬가 있다. 얼룩의 가장자리는 노란색인데, 개중에 노란 점이 찍혀 있는 것도 있다. 얼룩무늬가 서로 어우러져 물결치는듯한 줄무늬를 만들어낸다. 배는 희끄무레한데, 가장자리는 조금 어두운 색이다.
보통 종려나무 숲과 경작지가 만나는 완충 지대에서 발견된다. 돌담이나 오래된 석묘, 동굴 등지에서 발견되기도 한다. 육생성이며 대부분 야행성이다. 들쥐나 생쥐를 잡아먹으려고 민가에 기어들어오는 일이 잦다. 성질이 거칠고 대담하며, 긴 몸을 이용해 사정거리가 길고 신속한 타격 공격을 한다.
아마미 제도에서 사람을 공격하는 사건 발생 정도는 1천명 당 2명 꼴로, 상당히 높은 편이다. 반시뱀의 사독은 맹독성이지만 신속한 의료 처치를 받는다면 생명에 위협을 받지 않기에 사망률은 3%에 불과하다. 하지만 6 ~ 8%의 피해자는 영구적 장애를 얻게 된다.

## 같이 보기
- 사교상
- 하브주
- 백보사